# 地域医療機能推進機構金沢病院
地域医療機能推進機構金沢病院（ちいきいりょうきのうすいしんきこうかなざわびょういん）は、独立行政法人地域医療機能推進機構が石川県金沢市に設置する病院。通称JCHO金沢病院（ジェイコーかなざわびょういん）。

## 診療科
（この節の出典）
- 内科
- 外科
- 小児科
- 脳神経外科
- 整形外科
- 皮膚科
- 泌尿器科
- 産婦人科
- 耳鼻咽喉科
- 眼科
- 歯科口腔外科
- 麻酔科

## 医療機関の指定・認定
- 保険医療機関[2]
- 労災保険指定医療機関[2]
- 指定自立支援医療機関(更生医療)[2]
- 指定自立支援医療機関(精神通院医療)[2]
- 精神保健指定医の配置されている医療機関[2]
- 生活保護法指定医療機関[2]
- 指定養育医療機関[2]
- 臨床研修病院[2]
- DPC対象病院[2]
- 救急告示病院（二次救急）[3]
- 公益財団法人日本医療機能評価機構認定病院[4]
- このほか、各種法令による指定・認定病院であるとともに、各学会の認定施設でもある。

## 交通アクセス
- 北陸鉄道浅野川線「上諸江駅」より徒歩約10分[5]